# Жакия Кажы (мечеть)
Мече́ть «Жакия́ Кажы» (каз. «Жақия қажы» мешіті; ранее до 2016 года официальное название — Науан Хазірет мешіті; тат. Күкчәтау татар мәчете, Жакия хаҗи мәчете; Голубая) — старейшая мечеть, расположенная в центре города Кокшетау, самая старая джума-мечеть города построенная татарами между 1893—1894 годов (ул. Ауельбекова, 91; в конце XIX века называлась Казанская). 
Памятник архитектуры местного значения середины XIX века в стиле эклектики национально-романтического направления. Единственное сохранившееся здание из двух мечетей, действовавших в начале XX века в Кокшетау.

## Описание
Характеризует тип татарских мечетей с храмом и минаретом объединённых одним объёмом. Стены сложены из брёвен с остатком, обшиты тёсом. Прямоугольный в плане объём под вальмовой кровлей с четвериком михраба на западном фасаде и вытянутым вдоль продольной оси заниженным объёмом сеней под вальмовой кровлей на востоке.
Над кровлей возвышаются: на восточном крае — двухъярусный минарет восьмерика на четверике под шатровым куполом, на западном — пологий куполок на шестигранном барабане. Фасады характерные для периода эклектики, смешение форм классики и элементов деревянного зодчества. Выпуски бревен обшиты под филенчатые пилястры. Навершия и низ наличников лучковых окон украшены растительными узорами накладной пропильной резьбы. Ступенчатые карнизы оформлены жгутовой и волнистой тягами. Внутри продольно-осевая композиция плана с михрабной нишей в центре западной стены зала, отделенного перегородкой от входной части.

## История

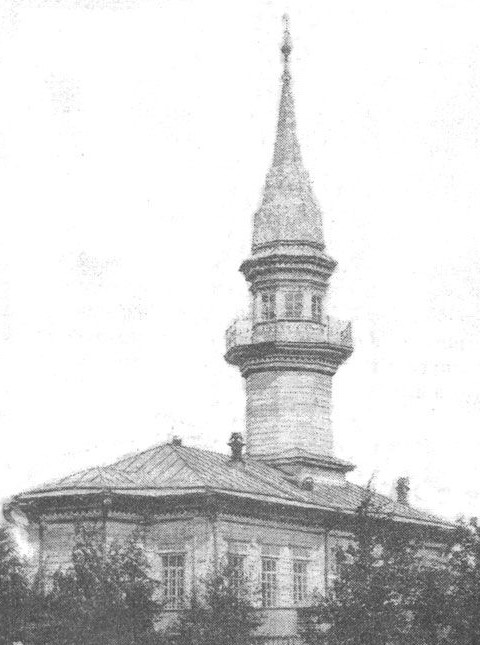
Кокшетауская первая джума-мечеть (не сохр.).

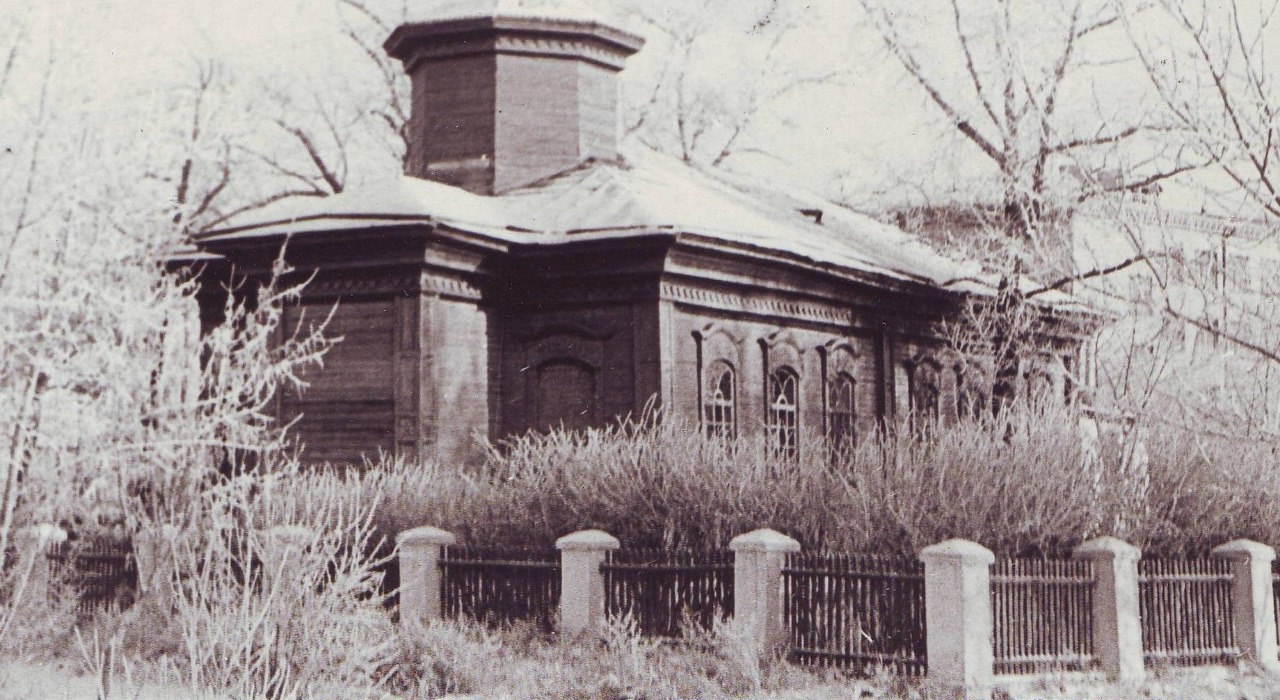

В «Сведениях об учебных заведениях, находящихся в Акмолинской области» за 1887 год есть информация о школе кокчетавского муллы Наурызбая Таласова, которая при его доме «существует по пожеланию родителей учащихся, устава и положения с 1886 года, расходы (из казны) не производятся». (ЦГА РК, ф. 359, с. 1, д. 10, св. 2) 
Что касается открытия в Кокчетаве медресе – точная дата этого события неизвестна, но на плане города 1893 года на углу улиц Большая садовая (им. Абая) и Малая садовая (им. С. Сейфуллина) обозначено здание мечети и «при ней училище и помещение для учеников».
История городской мечети имени Науана Хазрета (сейчас Жакия Кажы), расположенной на улице Ауельбекова, насчитывает более сотни лет. Начиналась она в конце XIX века. Улица Ауельбекова в конце XIX века называлась Казанская, вероятно потому, что заселена была в основном татарами — выходцами из Казани.
Многие из них занимались торговлей. Именно на средства богатых татарских купцов и строилась новая мечеть, хотя свою посильную лепту в это благое дело внесли все мусульмане города. Строителей пригласили из Казани, но и городские умельцы принимали участие в возведении здания.
Писатель Ибрагим Салахов, уроженец города Кокшетау, который и сам владел плотницким ремеслом, рассказывал, что одним из них был его отец Низам, известный в городе мастер, построивший в Кокчетаве не один украшенный деревянными кружевами дом. До 1920-х годов с минарета белой, украшенной резьбой мечети муэдзин призывал правоверных к молитве, а потом её постигла участь большинства культовых сооружений СССР.
Мечеть лишили минарета, перестроили и превратили в обычное здание, которое в разные годы использовалось для нужд города. В 1941—1945 годах в бывшей мечети размещались формировавшиеся воинские части, с 1947 по 1974 год — Областной историко-краеведческий музей, потом — художественные мастерские драматического театра, в 1975 году — галерея-филиал Республиканского художественного выставочного зала.
Спустя почти семьдесят лет, в 1989 году, в соответствии с решением Кокшетауского областного исполнительного комитета, мечеть была возвращена верующим города. Сегодня здание мечети является памятником историко-культурного наследия города Кокшетау и находится под Государственной охраной.

## Имамы
В 1980-х годах — имам-хатиб в Кокчетавской мечети был назначен Жакия Бейсенбаев (Бейсембаев).

## Инциденты
26 апреля 2014 года из-за сильного ураганного ветра упал минарет во двор мечети. Позже, сорванный во время урагана минарет был восстановлен.